# Journal of Applied Electrochemistry
JAEC este un periodic științific ce publică articole originale referitoare la toate subdomeniile electrochimiei.